# Salaria basilisca
Salaria basilisca е вид бодлоперка от семейство Blenniidae. Видът не е застрашен от изчезване.

## Разпространение и местообитание
Разпространен е в Гърция (Егейски острови), Италия (Сардиния), Либия, Монако, Словения, Тунис, Турция, Франция (Корсика) и Хърватия.
Среща се на дълбочина от 2 до 15 m.

## Описание
На дължина достигат до 18 cm.